# Khu căn cứ cách mạng
Khu căn cứ cách mạng (tiếng Trung: 革命根据地; Hán-Việt: Cách mạng căn cứ địa; bính âm: Gémìng gēnjùdì), hay đơn giản là khu căn cứ, dựa theo công thức ban đầu của Mao Trạch Đông về chiến lược quân sự trong chiến tranh nhân dân, là một thành trì địa phương mà lực lượng cách mạng tiến hành chiến tranh nhân dân nên cố gắng thiết lập, bắt đầu từ vùng sâu, vùng xa có địa hình đồi núi, rừng rậm, địch yếu.
Loại căn cứ này giúp lực lượng lãnh đạo cách mạng khai thác được một số lợi thế mà một phong trào cách mạng nhỏ có được—sự ủng hộ rộng rãi của quần chúng, đặc biệt là ở một địa phương, có thể là một trong những lợi thế đó—chống lại nhà nước có quân đội đông đảo và được trang bị tốt. Để khắc phục tình trạng thiếu nguồn cung ứng, quân cách mạng trong khu căn cứ này có thể xông vào các tiền đồn biệt lập hoặc các kho tiếp tế dễ bị đánh phá khác do lực lượng của đối phương nắm quyền kiểm soát.